# Ioan Ionescu-Dolj
Ioan Ionescu-Dolj  (n. 14 septembrie 1875, Boureni, Dolj – d. 4 iunie 1947, București) a fost jurist, președintele Secției de Drept Public a Consiliului Legislativ (1925-1938), prim-președinte al Consiliului Legislativ (1938-1942), membru corespondent al Academiei Române. A adus contribuții majore la crearea legislației penale între cele doua războaie, intrată în vigoare la 1 ianuarie 1937.
A urmat școala primară în Boureni, lângă Băilești și apoi a absolvit Liceul Carol I din Craiova (1894). A fost câteva luni ajutor de subprefect în plasa Câlnic, jud. Gorj după care s-a înscris la Universitate la București unde, după spusele lui, a ales dreptul pentru că avea timpul de studiu cel mai scurt. După doi ani a obținut o diplomă cu care s-a putut angaja ca funcționar la Creditul Funciar Urban, dar a continuat în același timp studiul și a obținut licența în drept in 1898, ca șef de promoție.
Chiar în același an, într-un timp în care ministrul justiției, G.Palade, era preocupat să reînnoiască magistratura, este numit ajutor de judecător la judecătoria Pogoanele, jud. Buzău. Înaintează repede pe scara ierarhică si dupa șederi scurte la Tribunalele Fălciu, Tecuci și Tutova este numit judecător de instrucție(1906), apoi președinte al Secției de Notariat(1910) la tribunalul Ilfov. În 1914 este înaintat consilier la Curtea de Apel, în timpul razboiului este mobilizat pe loc la București, iar în 1921 devine consilier la Înalta Curte de Casație și Justiție.
După formarea României Mari, care reunea regiuni cu moșteniri juridice diferite, a apărut problema creării unei legislații unificate și în același timp modernizate. O comisie cu această sarcină a fost înființată în 1920, condusă de Manolescu Râmniceanu, președintele onorar al Curții de Casație. În cadrul ei a fost formată o subcomisie pentru unificarea dreptului penal și de procedură penală, din care au facut parte Ionescu-Dolj, între timp secretar general al Ministerului de Justiție, profesorii V.V.Pella, O. Teodoreanu, G.Vrăbiescu si I.Rădulescu.
În noua constituție din 1923 se prevedea înființarea Consiliului Legislativ, care avea menirea de a colabora cu guvernul și parlamentul in elaborarea legilor,de a aviza constituționalitatea lor și de a dirija procesul de unificare legislativă. Ionescu-Dolj este numit în 1925 președinte al Secției de Drept Public a Consiliului. Pâna în 1937, centrul preocupărilor sale este întocmirea și desăvârșirea noilor codurilor penale și de procedură penală.
Aceste coduri cuprindeau elemente noi față de cele prebelice: deși bazează noțiunea de culpă morală pe libertatea de voință a persoanei, acordă un rol crescut personalității infractorului; ca urmare s-a pus în seama justiției sarcina de a urmări modul în care condamnatul evoluează în timpul executării pedepsei și de a pregăti revenirea lui în societate. (Penitenciarele au fost trecute în subordinea ministerului de justiție).  O atenție marită este acordată delicvenței infantile, pentru care a fost elaborată o procedura penală specială, cu o rigoare mult redusă.  Cu intenția de a mări efectul moral al pedepsei și de a stăvili practica de prelungiri indefinite ale termenelor de judecată, a fost simplificată și accelerată procedura penală. Aceste probleme fac obiectul mai multor articole ale sale apărute in revistele juridice ale timpului.
Ionescu-Dolj a fost începând din 1906 profesor la Școala Superioară de Știinte de Stat, al cărei director a devenit în 1937. Este autorul unui Curs de Procedură Penală, reputat pentru claritatea sa. Impreuna cu V.V.Pella, a fost redactorul Revistei de Drept Penal și Știință Penitenciară.
În 1928 este ales membru corespondent al Academiei Române în secția istorică (nu exista o secție juridică). Această alegere i-a îndreptat atenția asupra istoriei dreptului românesc, asupra căruia a scris o serie de articole.
A fost membru al Uniunii Internaționale de Drept Penal și a adus contribuții la precizarea dreptului penal internațional (delictul de abandon de familie)
În amintirea celor care l-au cunoscut, a fost o persoană cu o putere de lucru impresionantă, cuplată cu o calitate umană deosebită, manifestată și în preocupările lui permanente de a stăvili caracterul definitiv al pedepsei și de a ajuta pe cei in culpă.